# Tarot Bolonyès
El Tarot Bolonyès, o Tarocco Bolognese, és una baralla de tarot trobada a Bolonya i usada per a jugar a tarocchini. Compta amb 62 cartes de disseny italià influenciat pel Tarocco Siciliano i l'antiga baralla Minchiate.

## Història
Les primeres noticies de tarocchi relacionat amb Bolonya fou en 1442 quan un comerciant bolonyès vengué dues baralles de trionfi a la ciutat de Ferrara. Les primeres mencions conegudes de trionfi a la pròpia ciutat de Bolonya daten de 1459. La tradició local de finals del segle xvii atribueix la invenció del tarot al príncep Francesco Antelminelli Castracani Fibbia (1360-1419), besnet de Castruccio Castracani. Aquest és una de les baralles més antigues que es continuen usant, ja que el seu origen es remunta a finals del segle xv. Les fulles sense tallar més antigues que han sobreviscut, que daten de finals del segle xv o principis del XVI, es troben a la Col·lecció Rothchild, al Louvre i l'École nationale supérieure des Beaux-Arts.

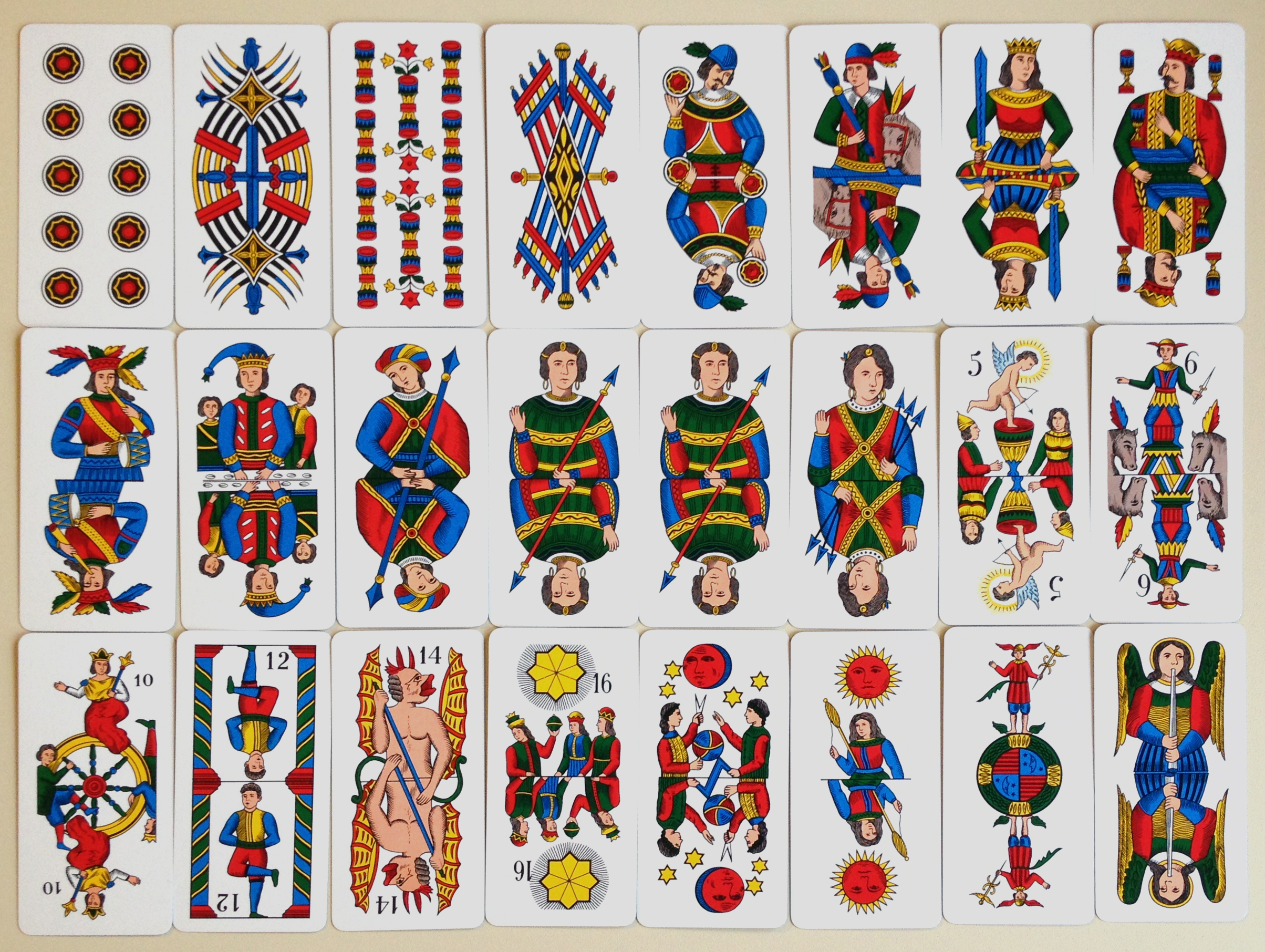
Cartes modernes, per Dal Negro

És una expansió de la baralla bolonyesa preexistent, a la que s'afegiren reines, el Boig i un coll extra de 21 trumfos. Les baralles regulars i de tarot començaren a divergir durant el segle xvi. La baralla de Tarocco eliminà els números del 2 al 5, davallant el nombre de cartes (originàriament 78) a 62, possiblement per a simplificar el joc. La baralla regular eliminà els números 8, 9 i 10 per a crear el joc de 40 cartes, les que necessitaven per jugar a primiera. Tots els números que continuaren compartint apareixen de manera similar, però no idèntica.
La baralla de tarocco patí algunes modificacions més. Els trumfos imperials i papals, havent adquirit el mateix rang es convertiren en quatre "moros", dos dels quals eren idèntics en 1725. Més tard, en el mateix segle, les figures i els trumfos esdevingueren reversibles i els trumfos afegiren numerals aràbics. Cap de les cartes van etiquetades i només els trumfos del 5 al 16 van enumerats.
Històricament, aquesta baralla i els seus jocs s'han limitat a la ciutat de Bolonya, però amb el temps s'han trobat baralles a França i Bèlgica que mostren traces de dissenys influïts pel tarot bolonyès. Això també passa amb els jocs de tarot jugats avui dia al Piemont, que mostren la influència del tarocchini. En la majoria de jocs jugats amb el Tarocco Piemontese, els jugadors li donen al trumfo 20 un valor major que al 21, reflectint com l'Àngel supera al Món als jocs bolonyesos. També hi ha jocs de la regió del Piemont on les cartes pip s'eliminen i els trumfos imperials i papals son tractats de la mateixa manera. L'únic registre que ens ha arribat sobre un joc de tarot que es jugava a Ferrara mostra que era un taroccini de tres jugadors. El tarot bolonyès és, també, el més antic usat en la cartomància, anterior a de Gébelin i Etteilla en, com a mínim, tres dècades. A causa de la cartomància del tarot bolonyès i el sistema d'Etteilla, és possible que aquesta ho aprengués d'alguna font italiana (segons ell li ho ensenyà un home del Piemont anomenat Alexis). A diferència de la resta de tradicions cartomàntiques, els practicants del sistema bolonyès usaven la mateixa baralla que els jugadors locals en lloc de cartes creades només amb aquesta finalitat, i no defensaven cap origen místic d'aquestes.

## Cartes
La jerarquia de les cartes dels colls llargs (espases i bastos) és: rei (la més alta), reina, cavaller, sota, 1 a 6 i as (la més baixa). En canvi, en els colls rodons (copes i oros) és: rei (la més alta), reina, cavaller, sota, as i del 6 al 10 (essent aquesta darrera la més baixa).

Per la seva banda, el valor dels trumfos és:

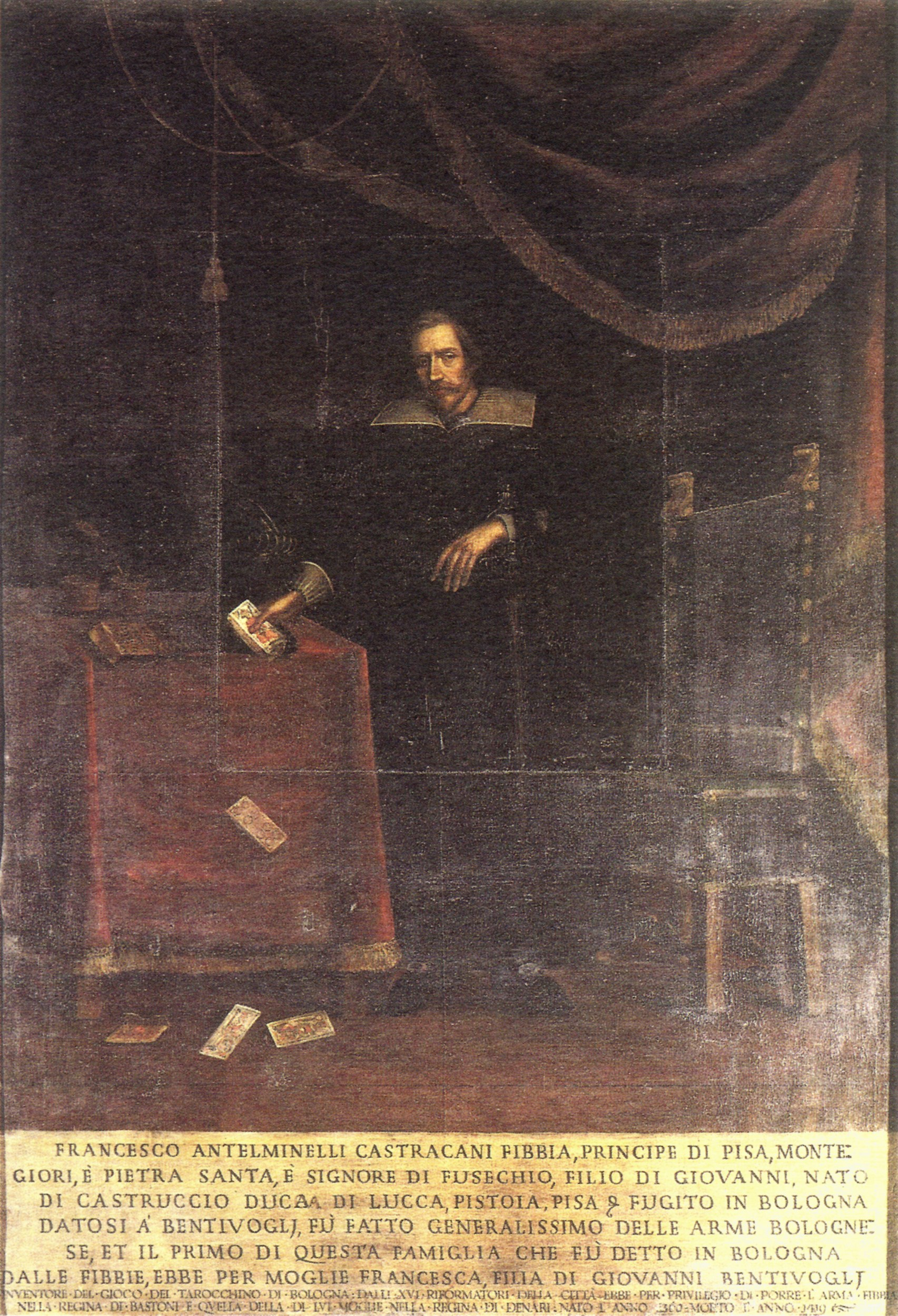
Retrat de Francesco Fibbia (segle XVII) amb algunes cartes

- (20) Àngel (Angelo)
- (19) Món (Mondo)
- (18) Sol (Sole)
- (17) Lluna (Luna)
- (16 Estrella (Stella)
- (15) Llamp (Saetta)
- (14) Diable (Diavolo)
- (13) Mort (Morte)
- (12) Traidor (Traditore)
- (11) Ancià (Vecchio)
- (10) Roda (Roda)
- (9) Força (Forza)
- (8) Justicia (Giusta)
- (7) Temperança (Tempra)
- (6 Carro (Carro)
- (5) Amor (Amore)
- (1=4) quatre Moros (Moretti)
- (0) Mag (Begato)